# Florencia, Cuba
Florencia là một đô thi ở tỉnh Ciego de Ávila của Cuba. Đô thị này nằm ở phía tây của tỉnh, phía nam của Chambas.

## Dân số
Năm 2004, đô thị Florencia có dân số 19.811. With a total area of 286 km² (110,4 mi²), và mật độ dân số 69,3người/km² (179,5người/sq mi).